# El Roble, Guerrero
El Roble är en ort i Mexiko.   Den ligger i kommunen Técpan de Galeana och delstaten Guerrero, i den södra delen av landet, 270 km sydväst om huvudstaden Mexico City. El Roble ligger 1 033 meter över havet och antalet invånare är 120.
Terrängen runt El Roble är kuperad åt sydost, men åt nordväst är den bergig. Runt El Roble är det ganska glesbefolkat, med 22 invånare per kvadratkilometer. Närmaste större samhälle är El Porvenir, 16,1 km sydväst om El Roble. I omgivningarna runt El Roble växer i huvudsak städsegrön lövskog.